# Jimmy Deshler
Jimmy Deshler (ur. 30 listopada 1994 r, w Saint Paul w stanie Minnesota) − amerykański aktor, reżyser i scenarzysta filmowy. 

## Filmografia

### Seriale TV
- 2009: Wyposażony (Hung) jako chórzysta
- 2010: Moises Rules! jako Przyjaciel
- 2011: Zabójcze umysły (Criminal Minds) jako nastolatek Cy
- 2012: Z kopyta (Kickin' It) jako Brett Favors
- od 2013: Szpital miejski (General Hospital) jako Rafe Kovich, Jr.
- 2014: Agenci NCIS (NCIS) jako nastolatek

### Filmy fabularne
- 2010: Equestrian Sexual Response jako Jimmy
- 2011: Kids for Kidnapping jako Arthur
- 2012: Retribution jako młody Danny
- 2013: Beyond the Mat jako Fan Wrestlingu
- 2013: Someone I Used to Know jako Joshua Thompson